# Факультет економіки, менеджменту та права Київського національного торговельно-економічного університету
Факультет економіки, менеджменту та психології Київського національного торговельно-економічного університету (ФЕМП КНТЕУ) — факультет Київського національного торговельно-економічного університету. Заснований у 1966 році. Загальна кількість студентів — 4885. Науково-педагогічний склад підрозділу налічує 60 % викладачів з науковими ступенями докторів і кандидатів наук; очолює кандидат економічних наук Міняйло Олександр Іванович.
До складу факультету входять 5 кафедр[уточнити]:
- Кафедра економіки та фінансів підприємництва;
- Кафедра економічної теорії та конкурентної політики;
- Кафедра менеджменту;
- Кафедра публічного управління та адміністрування;
- Кафедра психології.

Навчання на факультеті проводять за новітніми методиками в аудиторіях із найсучаснішим обладнанням. При кафедрах діють комп'ютерні класи, обладнані сучасною обчислювальною та організаційною технікою. Студенти мають можливість працювати у локальних комп'ютерних мережах і у всесвітній мережі Internet.

## Структура
До складу факультету входять 7 кафедр[уточнити]:
- Кафедра економіки підприємництва — професійним спрямуванням: «Економіка підприємництва на ринку товарів і послуг»
- Кафедра економічної теорії та конкурентної політики — комплекс теоретичних та профілюючих дисциплін містить понад 20 найменувань, у тому числі: економічна теорія, макроекономіка, мікроекономіка, антимонопольна діяльність, державне регулювання економіки та ін.
- Кафедра менеджменту — готує фахівців зі спеціальності «Менеджмент організацій» спеціалізацій «Менеджмент на ринку товарів та послуг», «Менеджмент митної справи», «Менеджмент персоналу»; спеціальності «Менеджмент інноваційної діяльності».
- Кафедра міжнародної економіки — є випусковою з фаху 050206 «Менеджмент зовнішньоекономічної діяльності».
- Кафедра маркетингу та реклами — є випусковою зі спеціальностей «Маркетинг» (спеціалізації «Маркетинг на ринку товарів та послуг» та «Рекламний бізнес»), «Комерційна діяльність» (спеціалізації «Комерційна діяльність на ринку товарів»; «Міжнародна торгівля»), «Реклама та зв'язки з громадськістю».
- Кафедра комерційного права — з підготовки юристів економіко-правового профілю за спеціалізацією «Комерційне право».
- Кафедра правознавства — готує фахівців зі спеціальностей: «комерційне право», «фінансове право», «правове забезпечення безпеки підприємницької діяльності».

### Кафедра економіки підприємництва
Кафедра економіки підприємництва у 1966 році і до 1993 року мала назву економіки торгівлі. З перших років існування стала провідною кафедрою Київського торговельно-економічного інституту. Згодом з її складу виокремилася кафедра управління торгівлі (нині — кафедра менеджменту) та кафедра організації торгівлі (нині — кафедра маркетингу), а пізніше — кафедра зовнішньоекономічної діяльності (нині — кафедра міжнародної економіки). Переважно завдяки зусиллям кафедри були створені й ефективно функціонують досі Українсько-Французький університет менеджменту та Центр навчально-тренінгових фірм КНТЕУ. З листопада 2001 року кафедру очолює професор Лариса Лігоненко.
Кафедра є однією з найбільших в університеті, випусковою зі професійних спрямувань:
- «Економіка підприємства» (спеціалізація «Економіка підприємництва на ринку товарів та послуг»);
- «Фінанси і кредит» (спеціалізація «Фінанси підприємства»).

Спільно з кафедрою менеджменту забезпечує підготовку фахівців за магістерською програмою «Менеджмент інноваційної діяльності». На кафедрі створено сучасний навчально-методичний комплекс, до складу якого увійшли як нормативні стандартні дисципліни, так і авторські навчальні курси, що викладаються тільки в університеті. За кафедрою закріплено викладання понад 30 навчальних дисциплін.
Колектив кафедри налічує 45 осіб. До керівництва магістерськими роботами, аспірантами та здобувачами кафедри залучається також ректор університету, професор Анатолій Мазаракі.

### Кафедра економічної теорії та конкурентної політики
Кафедра економічної теорії та конкурентної політики вперше в Україні розпочала підготовку фахівців у сфері конкурентної політики (спеціальність «Менеджмент антимонопольної діяльності»). Кафедра здійснює підготовку фахівців за сучасними навчальними планами, де комплекс теоретичних та профілюючих дисциплін містить понад 20 найменувань, у тому числі: економічна теорія, макроекономіка, мікроекономіка, антимонопольна діяльність, державне регулювання економіки та інші. Завідує кафедрою — доктор економічних наук, професор Василь Лагутін.
Кафедра економічної теорії та конкурентної політики є однією з базових кафедр університету. Вона забезпечує фундаментальну економіко-теоретичну підготовку студентів на всіх факультетах та спеціальностях. Високопрофесійний кадровий потенціал кафедри отримав визнання не лише у межах університету, а й у межах країни. Кафедра відома серед фахівців своїми підручниками та науково-методичними розробками з таких дисциплін, як: «Економічна теорія», «Макроекономіка», «Мікроекономіка», «Державне регулювання економіки» та інші. Викладачі кафедри відомі своїми монографіями, публікуються у таких визнаних вітчизняних журналах, як «Економіка України», «Фінанси України», «Банківська справа» тощо.
З кафедрою щодо підготовки фахівців зі спеціальності «Менеджмент антимонопольної діяльності» співпрацюють керівники та провідні спеціалісти Антимонопольного комітету України та його підрозділів.
При кафедрі діє аспірантура та докторантура, постійно працюють наукові студентські гуртки. Навчально-виховний процес забезпечують 25 викладача, у тому числі: 5 професорів, 12 доцентів, 1 старший викладач та 7 асистентів. 90 % викладацького складу кафедри мають наукові ступені докторів і кандидатів економічних наук.

### Кафедра менеджменту
Кафедра менеджменту заснована у 1989 році як кафедра управління торгівлею, яка згодом у 1993 році отримала нову назву — кафедра менеджменту. Кафедра менеджменту готує фахівців зі спеціальності «Менеджмент організацій» (спеціалізації — «Менеджмент організацій торгівлі», «Менеджмент митної справи», «Менеджмент персоналу»), «Менеджмент інноваційної діяльності». Завідувач кафедри — доктор економічних наук, доцент Сергій Бай.
Випускники зі спеціальностей «Менеджмент організацій» та «Менеджмент інноваційної діяльності» можуть продовжити навчання в аспірантурі і докторантурі.

### Кафедра міжнародної економіки
Кафедра міжнародної економіки створена у 1993 році. Кафедра є випусковою з фаху «Менеджмент зовнішньоекономічної діяльності» і здійснює підготовку кадрів для економічної, комерційної, організаційно-управлінської, освітньої та науково-дослідної діяльності у сфері зовнішньоекономічних зв'язків. З 2007—2008 років кафедрою здійснюється підготовка фахівців освітньо-кваліфікаційного рівня бакалавр за професійним спрямуванням «Міжнародна економіка». Завідувач кафедри — доктор економічних наук, професор, член Академії педагогічних наук України Анатолій Мазаракі.
Викладачами кафедри розроблено авторські курси: «Світова організація торгівлі», «Міжнародні перевезення», «Вільні економічні зони», «Світовий ринок товарів та послуг», «Міжнародний маркетинг», «Організація зовнішньоторговельних операцій», «Митне регулювання ЗЕД».
На кафедрі працюють висококваліфіковані викладачі з практичним досвідом роботи, 21 % — доктори наук та професори, 70 % — кандидати наук та доценти. Більшість викладачів пройшли стажування за кордоном, зокрема в США, Великій Британії, Польщі, Франції, на Кіпрі.
Викладачі кафедри співробітничають з Департаментами Міністерства економіки України: державної зовнішньоекономічної політики, Співробітництва з СОТ, Двостороннього торговельно-економічного співробітництва, а також з Науково-дослідним економічним інститутом (НДЕІ) Міністерства економіки України.

### Кафедра маркетингу та реклами
Кафедра маркетингу та реклами є випусковою зі спеціальностей «Маркетинг» (спеціалізації «Маркетинг на ринку товарів та послуг» і «Рекламний бізнес»), «Реклама та зв'язки з громадськістю». Кафедру очолює професор Є. В. Ромат.
Кафедра готує спеціалістів, магістрів, проводить навчання студентів в аспірантурі на основі наукових шкіл професорів Валентини Ортинської, Євгенія Ромата, а також молодих вчених у докторантурі.
Серед навчальних дисциплін займають авторські методичні розробки з курсів: «Маркетинг», «Стратегічний маркетинг», «Маркетингові дослідження», «Маркетингова товарна політика», «Маркетингові інформаційні системи», «Маркетингові комунікації», «Психологія торгівлі», «Ціноутворення».
Для підготовки майбутніх рекламістів розроблено спеціальні авторські курси: «Рекламний креатив», «Фірмовий стиль та дизайн», «Комп'ютерні технології в рекламі», «Реклама в системі маркетингу», «Реклама в Internet», «Бренд-менеджмент».
Колектив кафедри налічує 19 викладачів.

## Організація навчального процесу
Навчання на факультеті економіки, менеджменту і права проводиться за новітніми методиками в аудиторіях з найсучаснішим обладнанням. До навчального процесу залучаються висококваліфіковані спеціалісти наукових установ, профільних міністерств та відомств. Студенти мають можливість працювати у комп'ютерних класах факультету, які обладнано сучасними засобами обчислювальної і організаційної техніки. Це дає змогу студентам досконало оволодіти комп'ютером, опановувати найбільш розповсюджені програмні продукти, що сприяє підготовці сучасних висококваліфікованих фахівців.
На факультеті застосовується триместрова форма організації навчання та кредитно-модульна система організації навчального процесу. З метою поліпшення якості освіти, удосконалення контролю знань студентів та адаптації її до загальноєвропейських вимог впроваджується безсесійний підсумковий контроль знань.
За відмінне навчання, особливі успіхи у вивченні навчальних дисциплін, науковій роботі та активну участь у громадському житті університету студенти отримують: стипендії Президента України, Верховної Ради України, стипендії імені президента Торгово-промислової палати України О. П. Михайличенка, Українського національного комітету Міжнародної торгової палати, голови Київської міської державної адміністрації, Фонду інтелектуальної співпраці «Україна — XXI століття» та персональні стипендії КНТЕУ.
Студентам додатково надається можливість отримати диплом референта-перекладача з іноземних мов та державний диплом про вищу освіту Франції, пройти військову підготовку з присвоєнням офіцерського звання. Випускники факультету мають можливість продовжити навчання в магістратурі, аспірантурі та докторантурі.

## Співробітництво
Факультет здійснює підготовку спеціалістів за держзамовленнями та договорами з міністерствами, відомствами, а також за контрактами з юридичними та фізичними особами в умовах повного відшкодування витрат на навчання.
Факультет має міцні науково-практичні зв'язки з Міністерством економіки України, Українським фондом підтримки підприємництва, Спілкою молодих підприємців України, Головним управлінням споживчого ринку і торгівлі Київської міської державної адміністрації, Антимонопольним комітетом України, Українською спілкою промисловців та підприємців, Українською спілкою малих, середніх та приватизованих підприємств України, Інститутом економіки НАН України, Державною академією статистики, обліку і аудиту Держкомстату України, Науково-дослідним інститутом статистики, ВАТ "Універмаг «Дитячий світ», ВАТ «Талант», ВАТ "Готельно-туристичний комплекс «Братислава», науково-виробничою фірмою «Континенталь», ТОВ "Фірма «Бакалія», ВАТ «Київ-Одяг», ЗАТ «Швидко-Україна», «БМ Трейд», ЗАТ «Квіза-Трейд», «МЕТРО», «СОФТ сервіс холдинг», «Фоззі», консалтинговою компанією Business Consulting Systems, ТОВ «Технології управління Спайлер Україна», Українським національним комітетом Міжнародної торгової палати, Українською асоціацією маркетингу, Консорціумом із удосконалення менеджмент-освіти в Україні (CEUME), Європейською академією ритейлу, Українськими професійними журналами «Маркетинг і реклама» та «Маркетингові дослідження в Україні», Спілкою рекламістів України тощо.
Згідно з програмою міжнародного співробітництва, найкращі за рейтингом студенти мають змогу здобувати освіту за кордоном:
- Греція — Афінський університет, Університет економіки і бізнесу Яніни, Македонський університет соціальних і економічних наук
- Китай — Китайський південно-центральний економічний і юридичний університет (м. Ухань)
- США — Грейсленд університет, Університет Маямі (м. Оксфорд), Мічиганський університет, Детройтська школа права Мічиганського університету
- Білорусь — Білоруський державний економічний університет (м. Мінськ), Гомельський державний університет ім. Ф.Скорини, Гомельський філіал міжнародного недержавного інституту трудових і соціальних відносин (м. Гомель)
- Фінляндія — Хяме Політехніка (м. Хямеєлінна)
- Франція — Університет Овернь-1 (Овернь-Клермон), Вища інженерна школа (м. Сент-Етьєн)
- Польща — Краківський економічний університет, Познанський університет (м. Познань), Економічний університет м. Катовиці
- Росія — Російський державний торговельно-економічний університет, Московський державний університет економіки, статистики та інформатики, Московська фінансова академія при Уряді Росії
- Велика Британія — Університет м. Сассекс